# Metateoria
Metateoria – teoria dotycząca pewnych formalnych własności teorii lub zbioru teorii jako całości.
Istnieją zdania metateoretyczne, np. stwierdzenie ta teoria jest fałszywa.
Metateorie o własnościach teorii matematycznych są rozwijane w matematyce.